# Micarea osloënsis
Micarea osloënsis är en lavart som först beskrevs av Theodor 'Thore' Magnus Fries, och fick sitt nu gällande namn av Johan Teodor Hedlund. Micarea osloënsis ingår i släktet Micarea, och familjen Pilocarpaceae. Arten är reproducerande i Sverige.